# Learning by Doing
Learning by Doing (englisch für „Lernen durch Handeln“) ist neben dem Lernen am Modell die häufigste Lernform im lebenslangen Lernprozess.

## Geschichte
Der pädagogische Fachausdruck "learning by doing" wurde nicht von Friedrich Fröbel, Robert Baden-Powell oder John Dewey geprägt, wie immer wieder angenommen wird. Nach den Forschungen von Michael Knoll stammt er vielmehr aus der englischen Übersetzung der Nikomachischen Ethik von Aristoteles. In der Pädagogik bekannt wurde der Ausdruck vor allem durch die Didactica magna (1657/1858) von Johann Amos Comenius. Zur weiteren Verbreitung der Maxime haben dann der englische Comenianer Simon Somerville Laurie (1881), der amerikanische Publizist Henry Barnard (1881) und der amerikanische Fröbelianer Francis Wayland Parker (1883) beigetragen.
Der deutsche Reformpädagoge Georg Kerschensteiner gebrauchte den Ausdruck bereits 1904, der zumeist mit dem Begriff in Verbindung gebrachte amerikanische Erziehungsphilosoph John Dewey erst 1911.
Der Ausdruck wurde zum Slogan, als in der zweiten Hälfte des 19. Jahrhunderts das physische Tun im Gegensatz zum bloßen Auswendiglernen in der pädagogischen Theorie und in der schulischen Praxis zunehmend an Bedeutung gewann.

## Methode
Beim „Lernen durch Handeln“ werden die sozialen und kognitiven Lerninhalte in der Öffentlichkeit (im Sinne von Habermas) angewendet. Die Öffentlichkeit kann wie beim Service Learning andere Schüler, Schulklassen, Schulen oder Institutionen sein. Beim Youth Leadership ist die Öffentlichkeit jede mögliche Gruppe, die vom „Leader“ in die Unabhängigkeit begleitet wird.
Das Ziel des Ansatzes ist es, die Bürger zum sozialen und politischen Handeln zu befähigen und zu ermuntern. Das Gelernte soll in der Praxis angewendet werden. Dadurch machen die Handelnden Erfahrungen, die sie im Prozess auch reflektieren.
Vergleiche auch die pädagogischen Ansätze von John Dewey, Paulo Freire, Hilbert Meyer und Adolf Reichwein.